# Mosina (powiat stargardzki)
Mosina – wieś w Polsce położona w województwie zachodniopomorskim, w powiecie stargardzkim, w gminie Dobrzany, położona 5,5 km na północny zachód od Dobrzan (siedziby gminy) i 21 km na północny wschód od Stargardu (siedziby powiatu).
W latach 1975–1998 miejscowość należała administracyjnie do województwa szczecińskiego.